# Kamerundelfin
Kamerundelfin (Sousa teuszii) är en art i familjen delfiner som förekommer vid kustlinjer av västra Afrika.
Kamerundelfin tillhör släktet Sousa som består av ett okänt antal arter. Å andra sidan är fastställd att kamerundelfin utgör en självständig art som skiljer sig från sina släktingar i Sydostasien.

## Utbredning och habitat
Arten förekommer längs kusten av västra Afrika från Västsahara i norr till Kamerun i syd. Särskilt ofta hittas arten framför Mauretaniens kustlinje. Delfinen finns även i kustnära delar av angränsande floder, till exempel i Niger. Den vistas alltid i närheten av kusten och simmar inte längre ut än 1 till 2 km, troligtvis för att undvika kontakt med fiender som späckhuggare. Habitatet utgörs bland annat av mangrove och områden med bräckigt vatten.

## Kännetecken
Arten skiljer sig från deltadelfin genom olikartad färgsättning, antalet kotor och tänder. Den har en grå grundfärg som med tiden blir mörkare och på undersidan förekommer några ljusa fläckar. Kamerundelfin har även de för släktet typiska knölar (jämföra det engelska namnet: Atlantic Humpbacked Dolphin) och den kännetecknande långa nosen. Knölarna finns precis bakom ryggfenan och direkt framför stjärtfenan. Kroppslängden ligger mellan 2 och 2,5 meter och vikten mellan 100 och 150 kilogram.

## Levnadssätt
Individerna lever ensam eller i små grupper med upp till tio individer och ungdjur kan bilda grupper med 20 till 25 individer. Äldre delfiner lever oftast ensamma. Födan utgörs främst av sardiner och multfiskar (Mugilidae). De drivs mot strandlinjen där delfinen har lätt att fälla de. Dessutom äter arten bläckfiskar och kräftdjur.

## Kamerundelfin och människor
I Mauretanien utnyttjar fiskare delfinens jaktmetod och därför står arten under skydd. De slår med redskap på vattnet och sedan driver delfinerna ett stim fiskar mot fiskarens nät. Delfinerna belönas med en del av fångsten.
Även i andra regioner är jakten på delfinen ovanlig. Ett hot är obevakade fiskenät där delfinerna fastnar och drunknar. Dessutom förorenas havet med avloppsvatten och mangrove omvandlas ofta till odlingsmark. I tät bebodda regioner blev arten sällsynt. IUCN listar kamerundelfin som sårbar (vulnerable).